# Pietro Mitolo
Pietro Mitolo (ur. 27 kwietnia 1921 w Bolzano, zm. 24 lutego 2010 w Brescii) – włoski polityk i samorządowiec, parlamentarzysta krajowy, poseł do Parlamentu Europejskiego III kadencji.

## Życiorys
W trakcie II wojny światowej był m.in. pilotem w Aeronautica Nazionale Repubblicana, lotnictwie wojskowym Włoskiej Republiki Socjalnej. Studiował następnie chemię, po czym pracował jako inżynier. Był długoletnim działaczem postfaszystowskiego Włoskiego Ruchu Społecznego, pełnił funkcję sekretarza jego struktur na poziomie prowincji i regionu. Zasiadał w radzie miejskiej w Bolzano. W latach 1973–1989 i 1993–1994 był członkiem rady regionu Trydent-Górna Adyga.
W latach 1992–1994 sprawował mandat eurodeputowanego III kadencji. W latach 1994–2001 był posłem do Izby Deputowanych XII i XIII kadencji. Po przekształceniu MSI został członkiem Sojuszu Narodowego.